# Historia gier komputerowych (dziewiąta generacja)
Dziewiąta generacja – okres w historii gier komputerowych, który rozpoczął się w 2020 roku wypuszczeniem na rynek przez Microsoft konsoli gier wideo Xbox Series X oraz Series S. Dwa dni później premierę miała konsola Sony o nazwie PlayStation 5. Pięć lat później Nintendo wydało swoją konsole Nintendo Switch 2.

## Cechy
Dziewiąta generacja w historii gier komputerowych przynosi ze sobą wiele nowych rozwiązań w tym:
- Wsparcie sprzętowe ray-tracingu
- Dyski SSD
- Abonamenty z grami (w tym Xbox Game Pass)

## Konsole stacjonarne

### Xbox Series X|S
Microsoft zapowiedziało konsolę Xbox Series X (wówczas jeszcze pod nazwą kodową „Project Scarlett”) na targach Electronic Entertainment Expo w 2019 roku. Słabsza wersja konsoli o nazwie Xbox Series S została zapowiedziana 8 września 2020. Ostatecznie obydwa warianty konsoli trafiły do sprzedaży 10 listopada 2020. 

### PlayStation 5
W kwietniu 2019 roku w wywiadzie z Markiem Cernym, głównym architektem konsoli, opublikowanym w magazynie „Wired” pojawiły się pierwsze informacje na temat nowej konsoli Sony – PlayStation 5. Konsola trafiła na rynek 12 listopada 2020.

#### PlayStation 5 Digital Edition
To budżetowa wersja konsoli, która została pozbawiona napędu. Miała premierę równolegle z modelem standardowym 12 listopada 2020 roku.

#### PlayStation 5 Slim
To odchudzona wersja konsoli. Została wyposażona w odpinany napęd i większy dysk SSD. Urządzenie miało swoją premierę w listopadzie 2023 roku.

#### PlayStation 5 Pro
Jest to wzmocniony wariant konsoli. Miał swoją premierę 7 listopada 2024 roku.

### Porównanie sprzętu
| Nazwa                               | Xbox Series | Xbox Series | | PlayStation 5 |
| Model                               | Xbox Series X | Xbox Series S | | PlayStation 5 |
| ----------------------------------- | --- | --- | --- | ------------- |
| Producent                           | Microsoft | Microsoft | Sony |               |
| Konsola                             | | | |               |
| Data wydania (w Europie lub Polsce) | 10 listopada 2020 | 10 listopada 2020 | 19 listopada 2020                                                                                             |               |
| Nośnik                              | dysk SSD o pojemności 1 TB                                                                                                  | dysk SSD o pojemności 512 GB                                                                                                | dysk SSD o pojemności 825 GB (667 GB dostępne)                                                                |               |
| CPU                                 | AMD Zen 2 | AMD Zen 2 | AMD Zen 2 |               |
| GPU                                 | AMD Radeon RDNA 2 | niestandardowy procesor graficzny RDNA2 z 20 CU przy 1,55 GHz dla 4 teraflopów                                              | procesor graficzny, bazujący na architekturze RDNA 2                                                          |               |
| Pamięć RAM                          | 16 GB | 10 GB | 16 GB |               |
| Przechowywanie danych               | wewnętrzny dysk twardy, dysk USB, chmura Xbox Live                                                                          | wewnętrzny dysk twardy, dysk USB, chmura Xbox Live                                                                          | wewnętrzny dysk twardy, dysk USB, PS Cloud                                                                    |               |
| Wsparcie 3DTV                       | Tak | Nie | Nie | Nie           |
| Waga                                | 4,45 kg | 1,93 kg | 4,5 kg |               |
| Kontroler                           | kontroler Xbox Series | kontroler Xbox Series | kontroler DualSense                                                                                           |               |
| Obraz                               | 4K | 1440p | 4K |               |
| Usługi online (dostępne w Polsce)   | Xbox Live - Xbox Games Store - Xbox Live Gold - Groove Music - Microsoft Movies & TV - Xbox Game Pass                       | Xbox Live - Xbox Games Store - Xbox Live Gold - Groove Music - Microsoft Movies & TV - Xbox Game Pass                       | PlayStation Network - PlayStation Store - PlayStation Plus - PlayStation Music                                |               |
| Usługi online (dostępne w Polsce)   | wymagana subskrypcja Xbox Game pass Core płatna w przypadku multiplayer online, z wyjątkiem większości bezpłatnych tytułów. | wymagana subskrypcja Xbox Game pass Core płatna w przypadku multiplayer online, z wyjątkiem większości bezpłatnych tytułów. | wymagana subskrypcja PlayStation Plus płatna w przypadku multiplayer online, z wyjątkiem bezpłatnych tytułów. |               |
| Wsteczna kompatybilność             | - Xbox (emulator, wybrane tytuły) - Xbox 360 (emulator, wybrane tytuły) - Xbox One (emulator, wybrane tytuły)               | - Xbox (emulator, wybrane tytuły) - Xbox 360 (emulator, wybrane tytuły) - Xbox One (emulator, wybrane tytuły)               | PlayStation 4 (emulator, wybrane tytuły)                                                                      |               |
| Aplikacja mobilna                   | Xbox (iOS, i Android + Windows 10)                                                                                          | Xbox (iOS, i Android + Windows 10)                                                                                          | PlayStation App (iOS i Android)                                                                               |               |